# Adhan

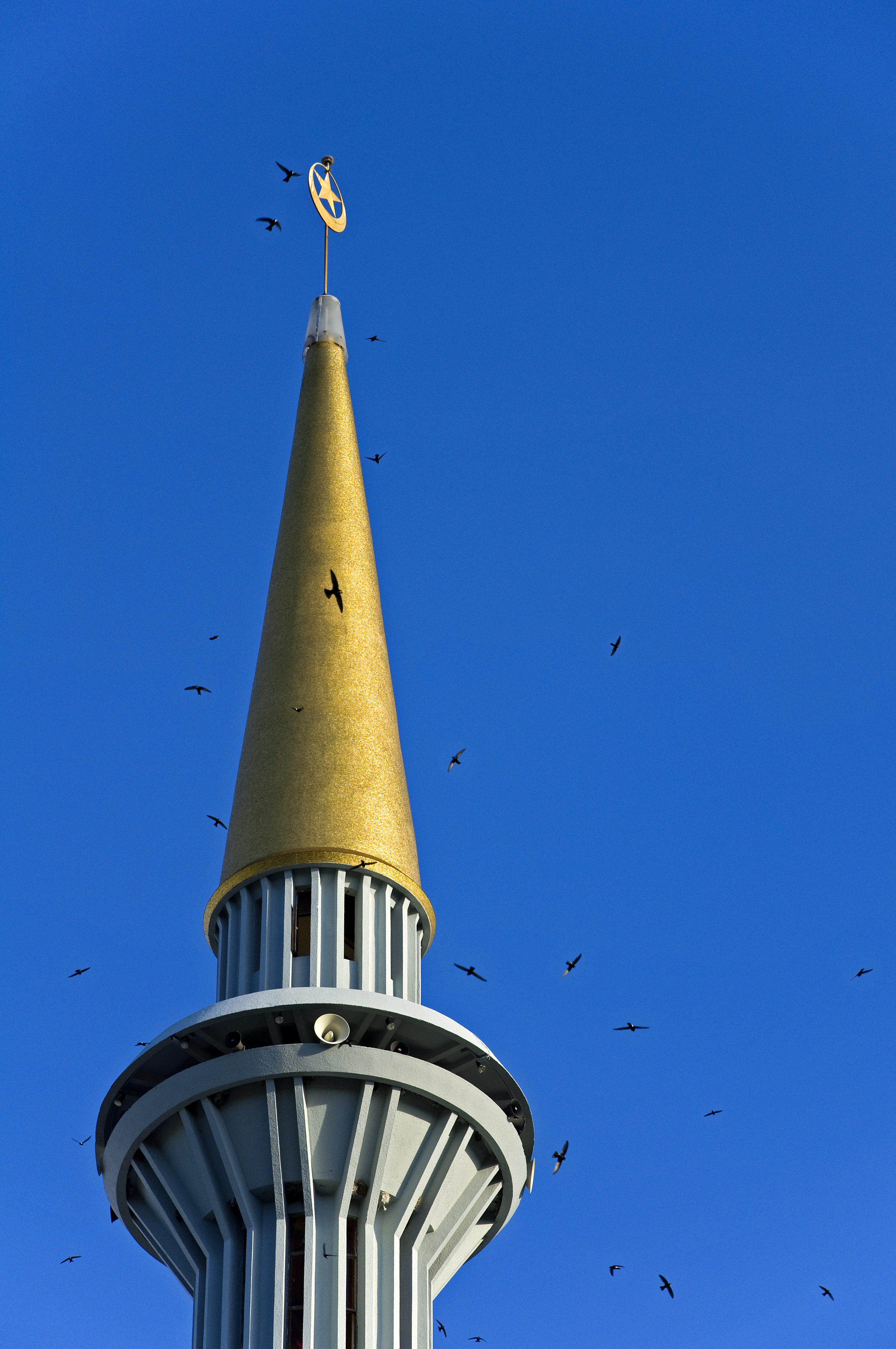
En adhan är ofta elektriskt förstärkt.

Adhan (arabiska: أَذَان) är det muslimska böneutropet, det vill säga kallelsen till att bedja, som genomförs dagligen från moskén vid de fem tidebönerna. Inom islam kallas bönerna för salah och böneutropet görs av en utvald man som benämns muazzin. Normalt sker utropet från en minaret, ett torn avsett för ändamålet på moskén, men från mindre eller tillfälliga moskéer genomförs utropet från dess entré. Idag genomförs oftast böneutropen med hjälp av en högtalaranläggning.

## Etymologi
Ordet kommer från det arabiska ordet ʼḏn أَذَن, som betyder ungefär tillåta. Böneutropet har gett upphov till det arabiska ordet uḏun, vilket betyder öra.

## Historik
Det första böneutropet inom islam genomfördes av Bilal ibn Ribah, en etiopisk frigiven slav och en av profeten Muhammeds närmaste följeslagare. Den genomfördes strax efter hijra, flykten till Medina, år 622 eller 623 e.Kr.
Innan det bestämdes att bönen skulle föregås av böneutropet föreslogs andra alternativ för att samla till bön, bland annat genom att tända en eld, blåsa i ett horn (som används av judar) eller ringa i en klocka (som används av kristna).

## Genomförande
Utropet görs för att samla muslimerna till bön. Den följs av ett andra upprop inne i moskén, iqama, för att de bedjande skall ställa upp sig före bönen. Adhans främsta uppgift är att sammanfatta islam och trosbekännelsen, shahadah. Anledningen till att den ropas ut är att både icke-troende och troende ska få ta del av islams andlighet.

## Texten
| Upprepning | Ordalydelse                            | Ungefärlig översättning                                 | Kommentar                       |
| ---------- | -------------------------------------- | ------------------------------------------------------- | ------------------------------- |
| 4x         | ʾAllāhu ʾakbaru                        | Allah (Gud) är störst                                   | Malikisk inriktning: 2x         |
| 2x         | ʾašhadu ʾal lā ʾilāha ʾillā -llāhu     | Jag vittnar att det inte finns någon annan gudom än Gud | –                               |
| 2x         | ʾašhadu ʾanna Muḥammadar rasūlu -llāhi | Jag vittnar att Muhammed är Guds sändebud               | –                               |
| 2x         | ḥayya ʿalā ṣ-ṣalāhti                   | Skynda till bönen                                       | –                               |
| 2x         | ḥayya ʿalā l-falāḥi                    | Skynda till frälsningen                                 | –                               |
| 2x         | ḥayya ʿalā khayri l-ʿamali             | Skynda till den bästa handlingen                        | Enbart shiiter                  |
| 2x         | aṣ-ṣalātu khayrun mina n-nawmi         | Bönen är bättre än att sova                             | Enbart sunniter vid morgonbönen |
| 2x         | ʾAllāhu ʾakbaru                        | Allah (Gud) är störst                                   | –                               |
| 1x         | lā ʾilāha ʾillā -llāhu                 | Det finns ingen gudom utom Gud                          | Shiiter: 2x                     |

( Adhan från Masjid an-Nabawi (fil))